# یگان ۱۲۱
یگان ۱۲۱، تیم مخفی ترور سازمان شبه‌نظامی لبنانی حزب‌الله است که مستقیماً به دبیرکل این گروه، گزارش می‌دهد. گفته می‌شود این واحد بمب‌گذاری‌های مرگباری را با خودرو انجام داده و رهبران نظامی و سیاسی و روزنامه‌نگاران لبنانی از جمله رفیق حریری، نخست‌وزیر سابق لبنان، وسام عید، مأمور اجرای قانون، وسام الحسن و فرانسوا الحاج، مقامات نظامی، محمد شطح، دیپلمات و لقمان سلیم، فعال سیاسی را هدف قرار داده است.

## واکنش‌ها
در مارس ۲۰۲۱، ایالات متحده آمریکا، جایزه‌ای ۱۰ میلیون دلاری برای اطلاعاتی که منجر به دستگیری سلیم عیاش شود، تعیین کرد. در جریان درگیری اسرائیل و حزب‌الله، اسرائیل، در ۱۰ نوامبر ۲۰۲۴، در یک حمله هوایی، سلیم عیاش را کشت.
مخالفان حزب‌الله، عملیات‌های یگان ۱۲۱ را به جمهوری اسلامی ایران نسبت می‌دهند.